# انتخابات ۲۰۲۰ ایالت واشنگتن
انتخابات ۲۰۲۰ ایالت واشینگتن (انگلیسی: 2020 Washington elections) در ۳ نوامبر ۲۰۲۰ برکزار شد.